# Swiatłana Chachłowa
Swiatłana Anatoljeuna Chachłowa, biał. Святлана Анатольеўна Хахлова, ros. Светлана Анатольевна Хохлова, Swietłana Anatoljewna Chochłowa (ur. 2 października 1984 w Mińsku) – białoruska pływaczka, specjalizująca się we wszystkich stylach pływackich.
Wicemistrzyni Europy z Madrytu na 50 m stylem dowolnym. Brązowa medalistka mistrzostw Europy z Eindhoven na 50 m stylem motylkowym i mistrzostw Europy na krótkim basenie ze Szczecina na tym samym dystansie. Srebrna medalistka mistrzostw Europy na krótkim basenie z Riesy oraz brązowa medalistka z Chartres w sztafecie 4 x 50 m stylem dowolnym. Brązowa medalistka mistrzostw Europy na krótkim basenie z Helsinek na 100 m stylem zmiennym.
Uczestniczka igrzysk olimpijskich z Aten (15. miejsce na 50 m stylem dowolnym, 25. miejsce na 100 m stylem grzbietowym i 11. miejsce w sztafecie 4 x 100 m stylem dowolnym), Pekinu (20. miejsce na 50 m stylem dowolnym) oraz Londynu (20. miejsce na 50 m stylem dowolnym i 13. miejsce w sztafecie 4 x 100 m stylem dowolnym).